# 転がしお銀
『転がしお銀 父娘あだ討ち江戸日記』（ころがしおぎん おやこあだうちえどにっき）、略して『転がしお銀』は、2003年にNHK総合テレビの「金曜時代劇」にて放送されたテレビドラマ。全9回。江戸・深川の長屋を舞台に描く時代劇。

## あらすじ
時は文政10年、奥州高代藩の家老だった山岡網右衛門は家督を譲った息子が部下の不始末の責任を負って無念の切腹の上お家断絶となってしまう。しかし、娘の菊から江戸へ出て、孝左衛門を切腹に追い込み脱藩した部下を探し仇討ちしようと提案される。町人に姿を変えて、出羽から来た八十吉、銀父娘としてのっぺらぼうや豆腐小僧、天狗などの化け物が出るという貧乏長屋に暮らし始めた親子二人。お銀はそこで長患いの母を世話する美貌の青年宗太郎に一目ぼれしてしまう。

## サブタイトル
- 第1回 「転がる人生苔生えぬ」
- 第2回 「恋仇は辰巳の芸者」
- 第3回 「地蔵の辻で お雪が消えた」
- 第4回 「宗太郎の正体 梅弥の本性」
- 第5回 「宗太郎に狐がついた!」
- 第6回 「もてない男のたくらみ」
- 第7回 「見つけたり!隠し妻」
- 第8回 「女郎はすべてを知っていた」
- 第9回 「転がり続けりゃ苔生えぬ」

## キャスト
- お銀（山岡菊） - 田中美里
- 井上宗太郎（山本広之進） - 武田真治
- 土佐屋伝兵衛 - 三遊亭金馬 (4代目)
- 初市郎 - 小泉孝太郎
- 勘助 - 伊東貴明
- お房 - 結城美栄子
- 一平 - 石倉三郎
- お花 - 片桐はいり
- 留造 - 山本晋也
- 鬼拳の力 - 井岡弘樹
- 恐山霊五郎 - 舞の海
- お雪 - 梶原ひかり
- 女郎/おしず - おおたにまいこ
- 梅弥 - 風吹ジュン
- お安 - 池内淳子
- 八十吉（山岡網右衛門） - 伊東四朗

## スタッフ
- 作者：内館牧子
- 演出：富沢正幸
- 制作：大津山潮
- 語り：永井一郎
- 主題歌：「忍冬（すいかずら）」（唄：坂本冬美、作詞：内館牧子、作曲：平尾昌晃、編集：若草恵）